# سلین راتری
سلین راتری (انگلیسی: Celine Rattray؛ زادهٔ ۱ اکتبر ۱۹۷۵) تهیه‌کننده فیلم اهل بریتانیا است. وی همچنین برندهٔ جوایزی همچون جایزه گلدن گلوب بهترین فیلم موزیکال یا کمدی شده‌است.